# Epitoxus villiersi
Epitoxus villiersi är en skalbaggsart som beskrevs av Thérond 1965. Epitoxus villiersi ingår i släktet Epitoxus och familjen stumpbaggar. Inga underarter finns listade i Catalogue of Life.